# Prasinocyma hiaraka
Prasinocyma hiaraka är en fjärilsart som beskrevs av Pierre E.L. Viette 1981. Prasinocyma hiaraka ingår i släktet Prasinocyma och familjen mätare. Inga underarter finns listade i Catalogue of Life.